# Tetradenia riparia
Tetradenia riparia là một loài thực vật có hoa trong họ Hoa môi. Loài này được (Hochst.) Codd miêu tả khoa học đầu tiên năm 1983.

## Hình ảnh

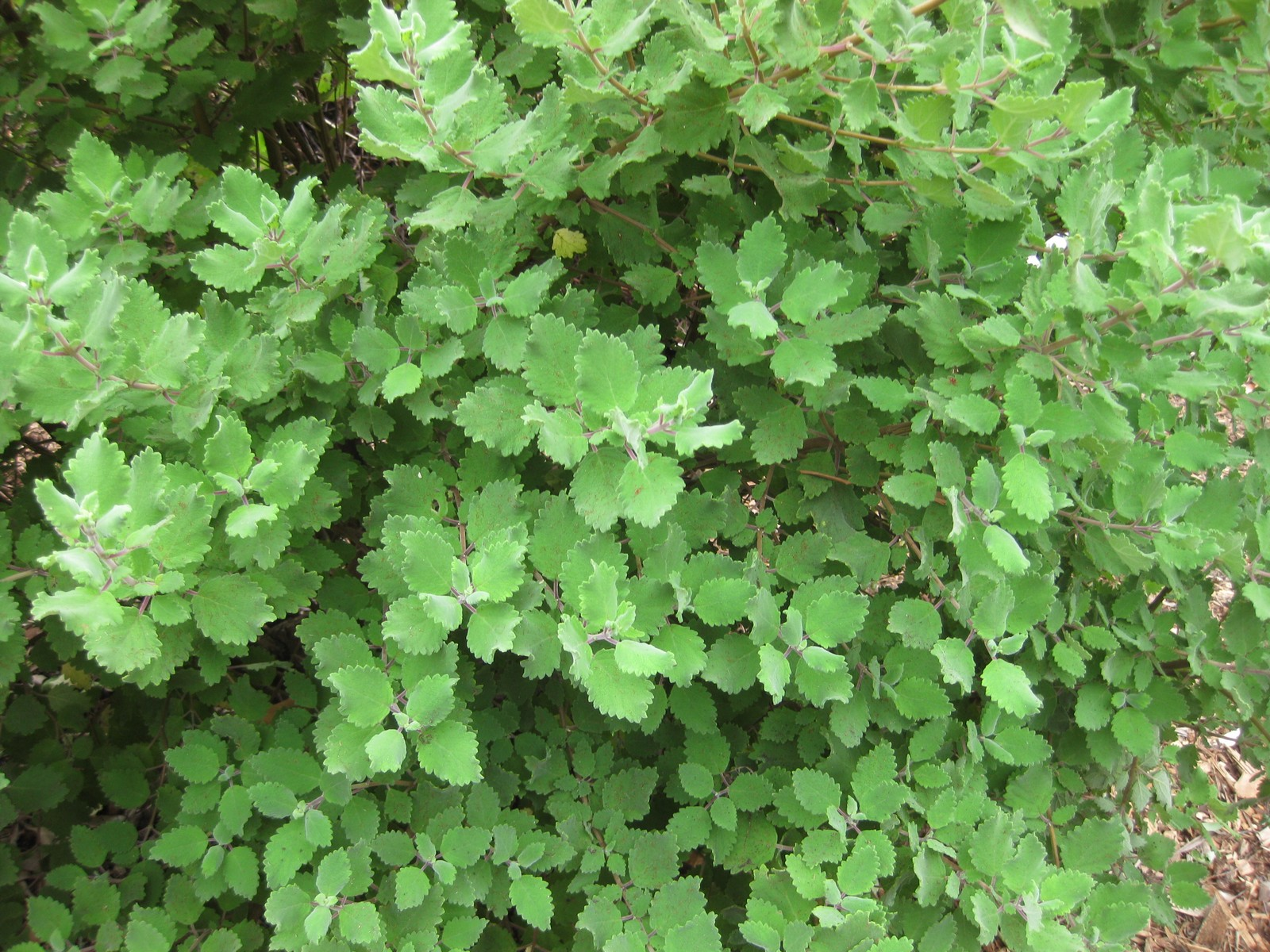
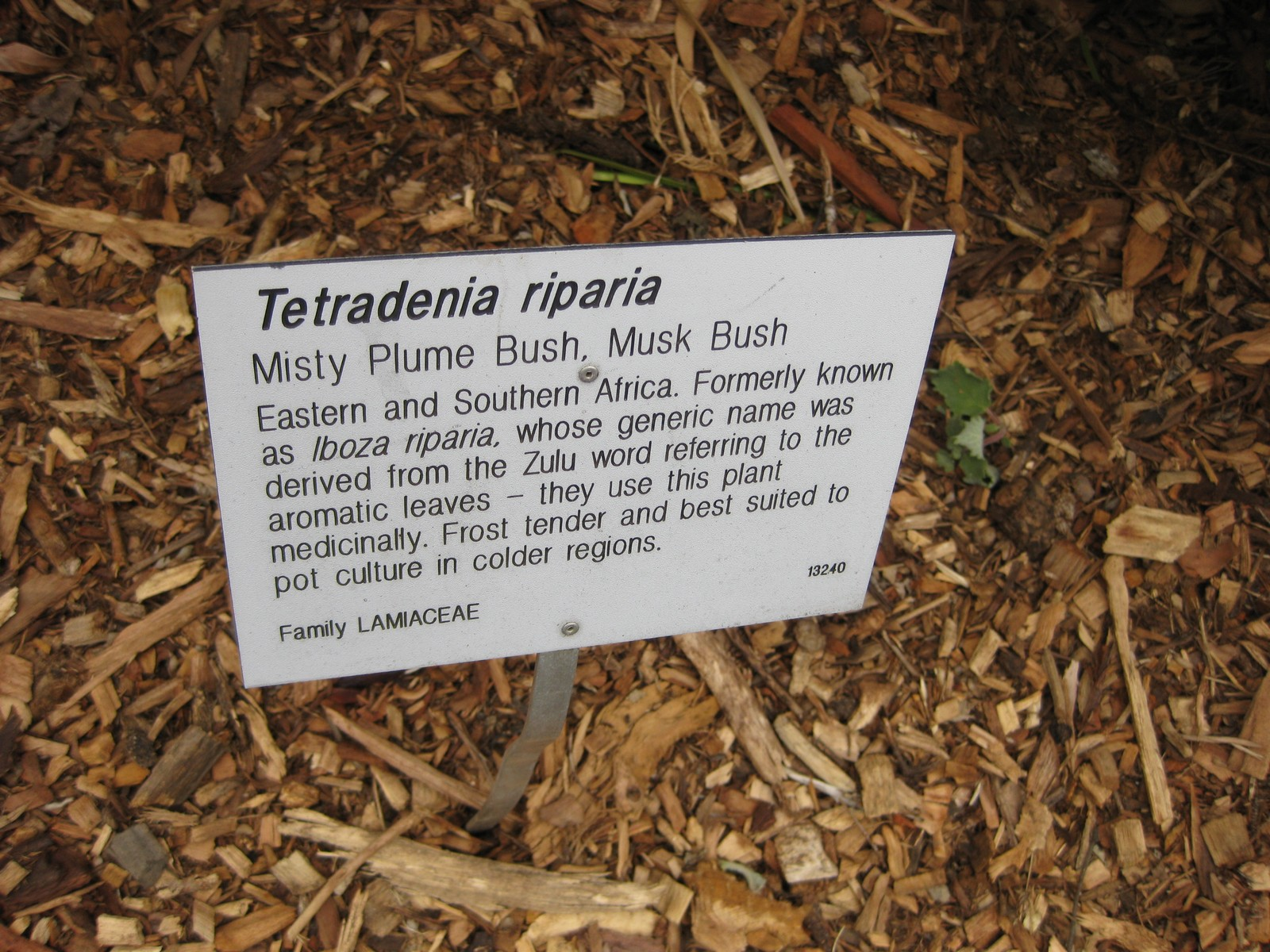
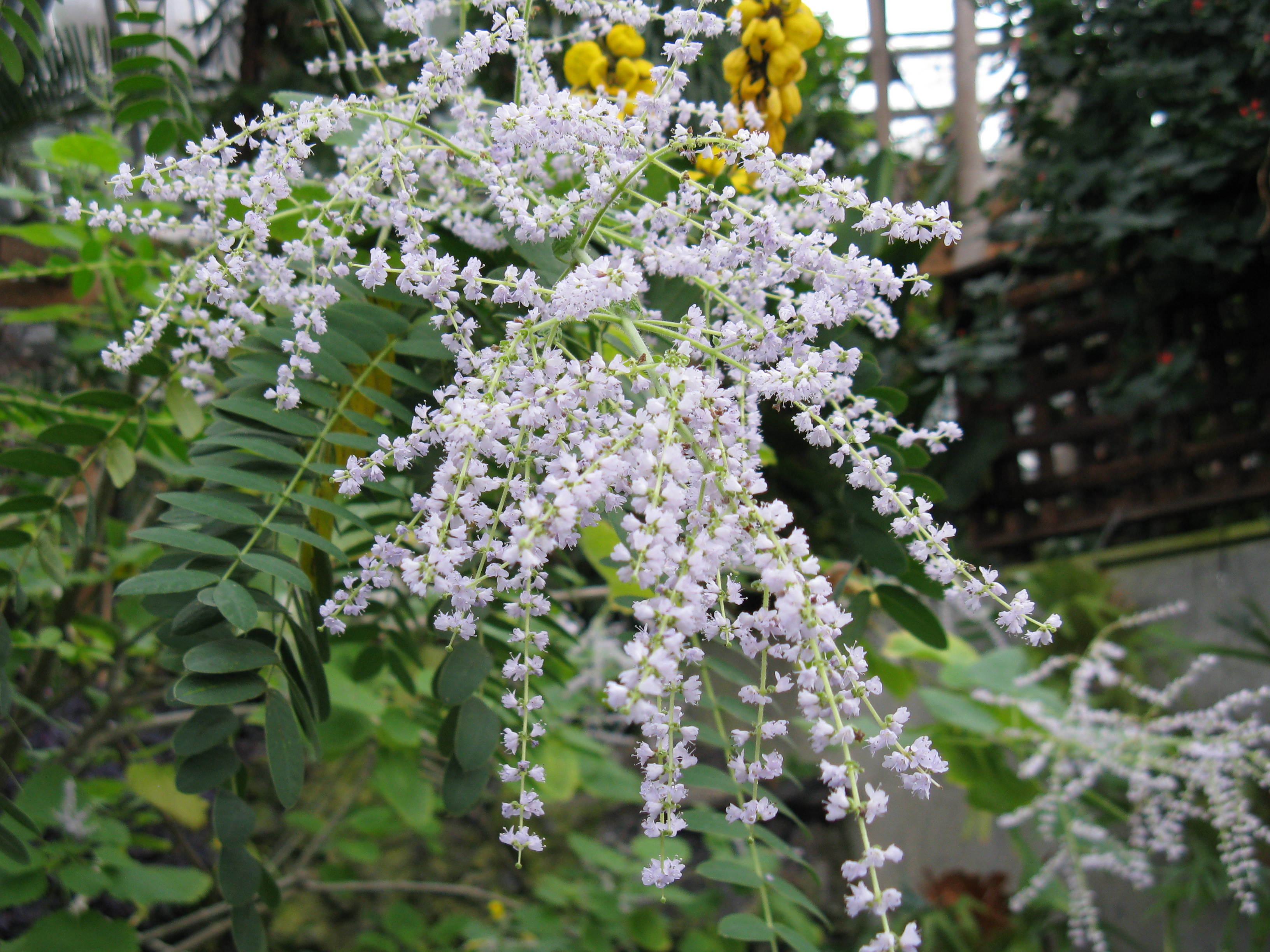
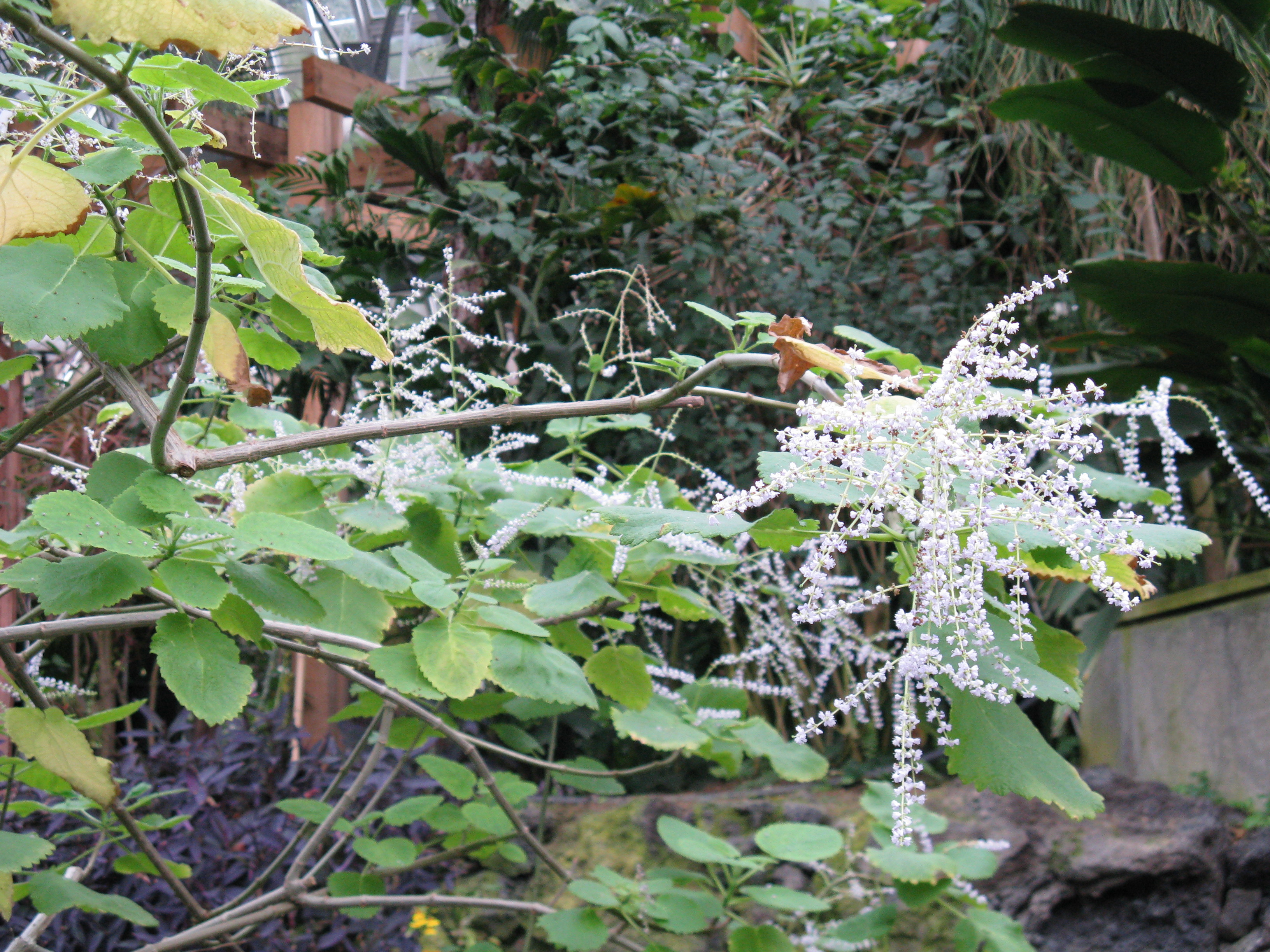